# 陆丰市
陆丰市（郵政式拼音：Lukfung）是为中国广东省辖县级市，现由汕尾市代管。位于碣石湾畔，北接陆河县、普宁市，东接惠来县，西接海丰县和汕尾市城区 。市人民政府驻东海街道。

## 地理
陆丰市北面和陆河县、普宁市交界；东与汕尾市华侨管理区及惠来县接壤；西与海丰县和汕尾市城区为邻；南濒南海，毗邻港澳，介于深圳与汕头两个经济特区之间。全市陆地面积1681km2，海岸线长116.5km，海域面积1.256万km2。南北向长，东西向短，全境周长372km。海岸曲折，港湾众多，有乌坎、甲子、碣石、湖东、金厢5个港口。
| 陆丰 (1981−2010)     | 陆丰 (1981−2010) | 陆丰 (1981−2010) | 陆丰 (1981−2010) | 陆丰 (1981−2010) | 陆丰 (1981−2010) | 陆丰 (1981−2010) | 陆丰 (1981−2010) | 陆丰 (1981−2010) | 陆丰 (1981−2010) | 陆丰 (1981−2010) | 陆丰 (1981−2010) | 陆丰 (1981−2010) | 陆丰 (1981−2010) |
| 月份                 | 1月              | 2月              | 3月              | 4月              | 5月              | 6月              | 7月              | 8月              | 9月              | 10月             | 11月             | 12月             | 全年             |
| -------------------- | ---------------- | ---------------- | ---------------- | ---------------- | ---------------- | ---------------- | ---------------- | ---------------- | ---------------- | ---------------- | ---------------- | ---------------- | ---------------- |
| 历史最高温 °C（°F）  | 28.7 (83.7)      | 29.4 (84.9)      | 30.2 (86.4)      | 32.5 (90.5)      | 34.1 (93.4)      | 36.0 (96.8)      | 37.8 (100.0)     | 37.0 (98.6)      | 36.6 (97.9)      | 34.7 (94.5)      | 32.7 (90.9)      | 29.3 (84.7)      | 37.8 (100.0)     |
| 平均高温 °C（°F）    | 19.9 (67.8)      | 19.7 (67.5)      | 21.9 (71.4)      | 25.5 (77.9)      | 28.5 (83.3)      | 30.5 (86.9)      | 31.9 (89.4)      | 32.1 (89.8)      | 31.2 (88.2)      | 29.2 (84.6)      | 25.9 (78.6)      | 21.7 (71.1)      | 26.5 (79.7)      |
| 日均气温 °C（°F）    | 14.7 (58.5)      | 15.2 (59.4)      | 17.9 (64.2)      | 21.7 (71.1)      | 25.0 (77.0)      | 27.3 (81.1)      | 28.4 (83.1)      | 28.3 (82.9)      | 27.1 (80.8)      | 24.3 (75.7)      | 20.5 (68.9)      | 16.2 (61.2)      | 22.2 (72.0)      |
| 平均低温 °C（°F）    | 11.3 (52.3)      | 12.4 (54.3)      | 15.1 (59.2)      | 19.1 (66.4)      | 22.3 (72.1)      | 24.8 (76.6)      | 25.5 (77.9)      | 25.4 (77.7)      | 24.1 (75.4)      | 20.9 (69.6)      | 16.8 (62.2)      | 12.5 (54.5)      | 19.2 (66.5)      |
| 历史最低温 °C（°F）  | 2.6 (36.7)       | 3.9 (39.0)       | 2.8 (37.0)       | 9.6 (49.3)       | 14.4 (57.9)      | 18.6 (65.5)      | 21.8 (71.2)      | 21.7 (71.1)      | 17.9 (64.2)      | 11.6 (52.9)      | 6.2 (43.2)       | 1.0 (33.8)       | 1.0 (33.8)       |
| 平均降水量 mm（）    | 29.6 (1.17)      | 63.6 (2.50)      | 112.9 (4.44)     | 158.5 (6.24)     | 262.9 (10.35)    | 440.1 (17.33)    | 329.6 (12.98)    | 352.9 (13.89)    | 199.8 (7.87)     | 34.1 (1.34)      | 26.6 (1.05)      | 28.3 (1.11)      | 2,038.9 (80.27)  |
| 平均相對濕度（％）   | 73               | 78               | 82               | 83               | 84               | 86               | 84               | 84               | 80               | 74               | 71               | 69               | 79               |
| 来源：中国气象数据网 |                  |                  |                  |                  |                  |                  |                  |                  |                  |                  |                  |                  |                  |

## 历史
清雍正九年四月己亥（1731年5月12日）自海豐縣析出，置陸豐縣。属惠州府，民國時期屬潮循道，1958年屬汕頭地區，1983年属惠阳地区，1988年改属汕尾市。

## 行政区划
陆丰市下辖3个街道办事处、17个镇：
东海街道、河西街道、城东街道、甲子镇、碣石镇、湖东镇、大安镇、博美镇、内湖镇、南塘镇、陂洋镇、八万镇、金厢镇、潭西镇、甲东镇、河东镇、上英镇、桥冲镇、甲西镇、西南镇、汕尾市华侨管理区、铜锣湖农场、星都经济开发试验区、大安农场、罗经嶂林场、湖东林场、东海岸林场、红岭林场和畜牧果林场。
其中，未实际管控的碣石镇东沙群岛，現劃歸城区遮浪街道，由台灣高雄市實際管理。

## 人口
根据全国第七次人口普查公报，截至2020年11月1日零时，陆丰市常住人口1221634人。

## 語言與文化

### 語言
陆丰的方言，大部分地区通行的是陆丰话（福佬話），三甲地区潮州话（相近惠來方言），以上均属闽南语。陆丰的北部部分地区讲的是陆丰客家话、军话等。其中，军话是明代初期“卫”、“所”军制的直接产物，有陆丰市西南镇青塘村良军村、大安镇坎石潭和海丰县平东镇龙吟塘3个方言岛，使用人口约9000人。

### 文化
- 春节庙会
- 地方戏曲：正字戏、西秦戏、白字戏、皮影戏、唱曲。
- 民间舞蹈艺术：五色狮、鲤鱼灯、英歌舞、八兽、旱龙船、滚地金龙、独角麒麟舞、盖仔狮、蛤仔狮、狮夷、钱鼓舞等等。

## 交通
以海运和公路为主。
- 沈海高速、 甬莞高速、 梅汕高速、 228国道、 324国道过境。

### 铁路运输

#### 厦深铁路
2013年12月28日，厦深铁路建成通车，在城东街道水墘乡高美村设陆丰站，站场规模为2台6线，设旅客站台2座，正线及到发线6条，办理D、G字头列车的客运业务。

#### 汕汕铁路
2023年12月26日，汕汕铁路汕尾至汕头南段建成通车，在东海街道设陆丰南站，站房建筑面积9998平方米，站场规模为2台4线。在南塘镇设陆丰东站，站房建筑面积为9998平方米，站场规模为2台4线。均办理D、G字头列车的客运业务。
由于汕汕铁路汕头南到汕头段尚未建成，广州方向发出列车较少经过汕汕铁路段，因而该两站车次较少。

## 教育
陸豐市現在的教育在廣東算是落後的地區之一，市內沒有高等教育院校，職業學校與中等教育數量也為數不多。

### 高级中等學校
- 陸豐市河图中學
- 陸豐市龍山中學
- 陸豐市林啟恩紀念中學
- 甲子鎮甲子中學
- 甲子鎮甲秀中学
- 碣石鎮碣石中學
- 碣石鎮玉燕中學
- 東海鎮第一中學
- 東海鎮第二中學
- 東海鎮第三中學
- 東海鎮第四中學（彭伟中学）
- 東海鎮第五中學（龙潭中学、龙潭高中）
- 東海鎮第六中學（新龙中学）
- 博美镇博美中學
- 金廂中學

## 经济
工业有机械、化工、水产加工等。
從1980年代到1990年代初期，陸豐由于周边城市如深圳在政策上的照顾，这段时期经济上也得到一定的发展，如电器产业、食品产业等各方面有比较好的知名度。1990年代开始，由于地方官员贪污、规划、治安等方面的问题，使发展前景不错的工厂都先后宣布倒闭，并失去以后的外来投资。
1990年代后期到2000年以后，陆丰很多重要产业链都断掉，造成大量失业现象，大部份本地年轻人都涌向周边城市寻求发展，如深圳、广州等城市。

## 治安
陆丰在治安上有一定的問題，是广东省确定的全省八个社会治安重点整治地区之一。
由於管理上存在漏洞，當地曾有農民的土地被人私自買賣，有人通過网上发帖的方式，希望能申訴自己的問題，並能得到重視。當地大部分市民對官員的治理不滿意，大部份認為因為官員裏有貪官，所以造成陸豐的經濟低迷，在网上，甚至还有“著名贪官”一说。
陆丰是中国制贩毒严重的地区，2012年统计，陆丰市制造了全中国约1/3的冰毒。而廣東省其中一個蔡姓大毒梟及其餘有份參與製毒的蔡姓人在2013年12月29日被捕，而其所持有的製毒工場也隨後被瓦解。本次拘捕行動轟動全國，顯示中央打擊毒販的決心。

## 物产
- 矿产：硫、铁、稀土等。
- 水产：龙虾、石斑鱼、金钩虾米、生蚝、马鲛、白带鱼、鱿鱼、墨鱼等海产。
- 农产：水稻、番薯、蒜头、花生、荔枝、等农产品。

## 名胜
- 玄武山寺
- 清云山定光寺
- 碣石金沙滩
- 金厢觀音嶺
- 法留清峰山寺